# 면신례
면신례(免新禮)는 고려 우왕 때부터 신입 관리에 대한 신고식 형식으로 행해진 집단 따돌림이다.
신입 관리는 선임 관리에게 술과 음식, 기녀를 대접해야 했으며, 짓궂은 명령을 받들기도 한다. 면신(免新) 또는 신래침학(新來侵虐)으로도 불린다. 고려 말 우왕때, 권문 세족의 아들들이 부모의 권세를 배경으로 관직을 얻는 일이 많아지자(→음서) 선임 관리들이 그들의 기를 꺾고 관리들의 질서를 잡고자 시작되었던 것이 조선시대까지 이어졌다. 이것을 오늘날 신고식의 유래로 보기도 한다.

## 폐단
신입 관리에게 뇌물을 받는 것은 물론이고 '흙탕물에서 구르기'나 '목욕물 마시기', '동물 울음소리 따라하기' '얼굴에 똥칠하기' 등 다양한 종류의 명령들을 내리곤 했다. 이러한 명령을 제대로 이행하지 못하면 구타를 하기도 했으며 심지어는 이러한 면신례로 인해 재산을 모두 잃거나 병을 얻기도 하고, 심하면 기절하거나 목숨을 잃는 사람도 많았다. 면신례를 거부하면 관청에 발조차 붙일 수 없거나 관청 내에서 따돌림을 당하기도 했다. 일례로 명종 때 율곡 이이는 승문원의 면신례를 거부했다가 쫓겨나기도 했다.
이러한 일들로 인해 심각한 문제가 되자 조선 정부에서는 면신례를 없애기 위해 노력을 기울였으며, 사헌부에서 면신례를 금지할 것을 주장하는 상소가 올라오기도 하였다. 이러한 폐단을 없애 달라는 청은 명종실록, 숙종실록 등에서도 찾아볼 수 있다.

## 허참례
조선시대에 신입 관리가 출사를 할 때 선임 관리에게 음식을 차려 대접하고 인사드리는 예식으로서는 면신례 이전에 허참례(許參禮)가 있었다. 허참(許參), 허참연(許參宴)으로도 불리는 이 관례는 서로 마주 대하는 것을 허락한다는 의미로서 새로 부임하는 관리의 오만함을 방지하기 위한 관습이었다. 이후 열흘쯤 지난 후에 본격적으로 면신례를 행하는데, 이를 치르고서야 비로소 선배 관리와 동석(同席)할 수 있었다.

## 사례

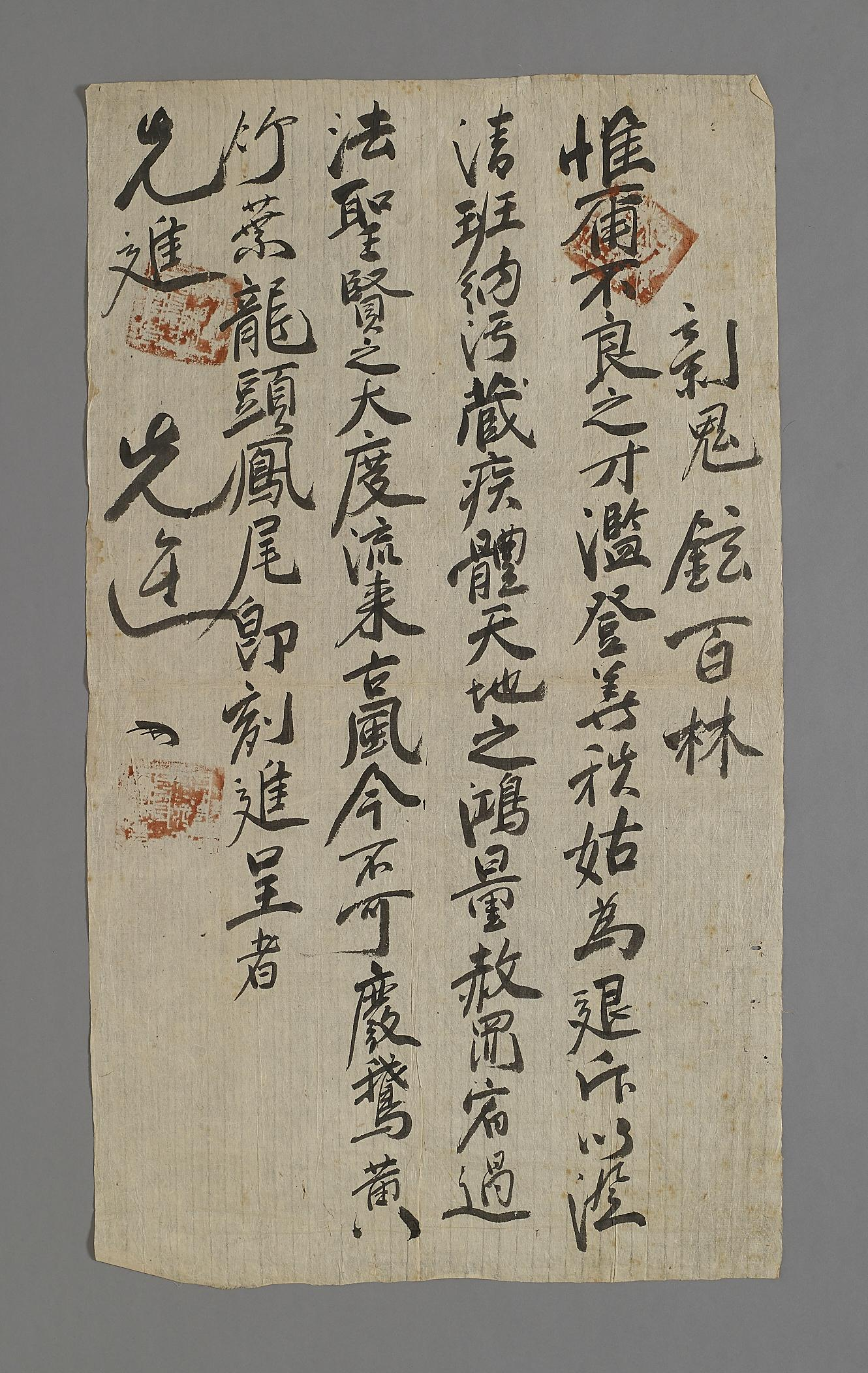
임백현 면신첩

1825년생 무관인 임백현(林百鉉)이 신고식을 마치고 직속 선배들이 작성해준 면신첩이 서울역사박물관의 소장품으로 현대까지 전해진다. 이 면신첩은 '신귀 현백림(新鬼 鉉百林)'으로 시작하는데, 이를 뒤집으면 '임백현 귀신'으로 조롱의 뜻을 담는다. 그 내용은 다음과 같다.
新鬼 鉉百林
惟爾不良之才 濫登華秩 姑爲
退斥 以澄淸班 納汚藏疾體
天地之鴻量 赦罪宥過 法聖賢之大度
流來古風 今不可廢 鵝黃, 竹葉, 龍頭, 鳳尾, 卽刻進呈
先進

신귀 현백임
너는 오로지 불량한 재주만으로 외람되게도 높고 고귀한 벼슬에 올라 [국고를] 빨아먹는다.
맑고 깨끗함을 물리치고 배척하면서 속이 더러워지고 몸이 병드는 것을 용납하는 까닭은
천지의 크고 무거움을 본받음이요, 죄를 사하며 허물을 용서하는 것은 성현의 큰 도량을 본받음이다.
전해져오는 옛 풍속인 탓에 지금 폐할 수 없나니, 아황(鵝黃), 죽엽(竹葉, 담배), 용두(龍頭, 돼지고기), 봉미(鳳尾, 닭고기)를 즉시 올려라.

선배들이 씀

## 평가
스스로를 방어할 수 없는 하급자를 대상으로 하는 의도적인 공격적 행위가 있었기 때문에 '면신례'는 일종의 왕따 현상이다.— 서울대학교 심리학과 곽금주 교수

## 같이 보기
- 음서